# Brachythecium longipes
Brachythecium longipes är en bladmossart som beskrevs av Brotherus 1908. Brachythecium longipes ingår i släktet gräsmossor, och familjen Brachytheciaceae. Inga underarter finns listade i Catalogue of Life.